# 神戸市立六甲山牧場
神戸市立六甲山牧場（こうべしりつろっこうさんぼくじょう）は、兵庫県神戸市灘区の六甲山上にある牧場である。

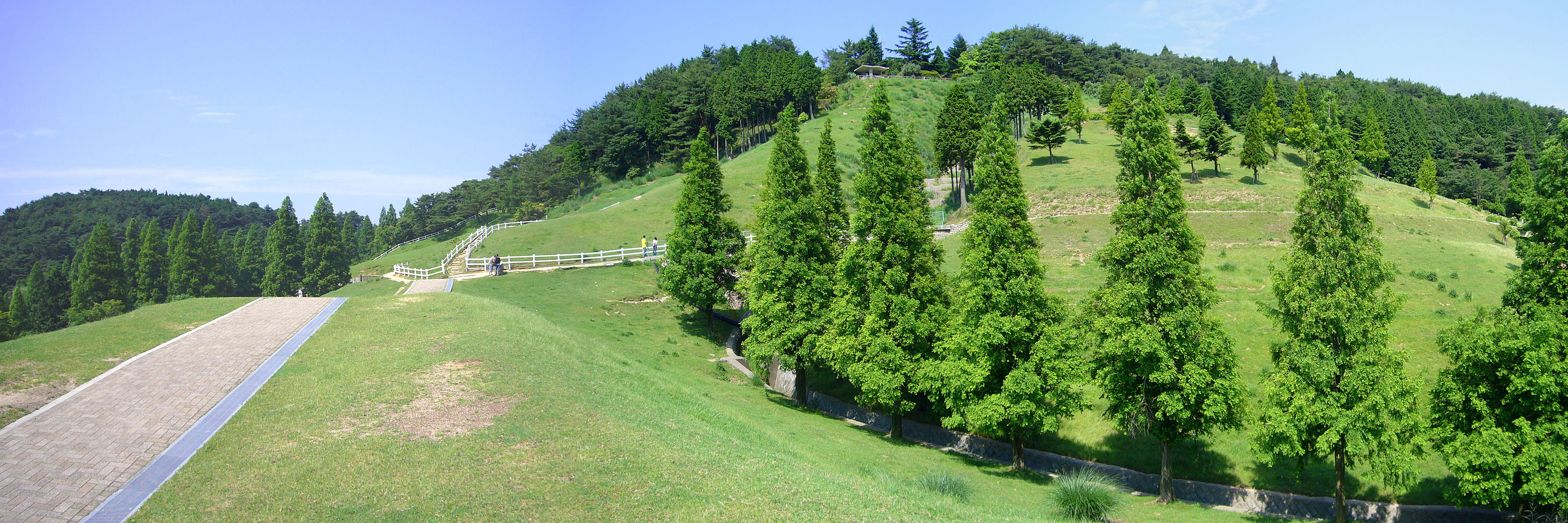
まきばの吊橋からゴールデンポイントを望む

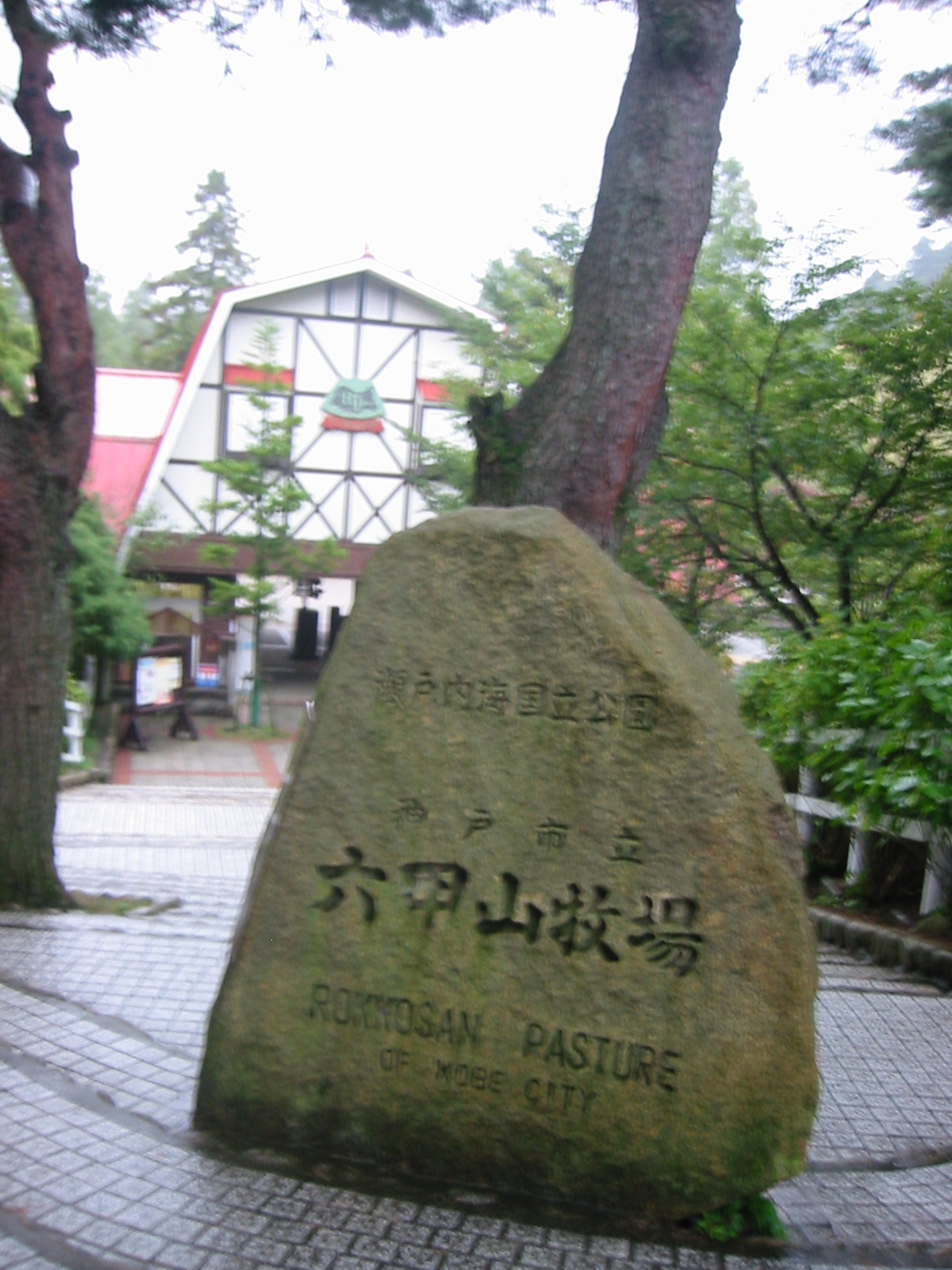
石碑

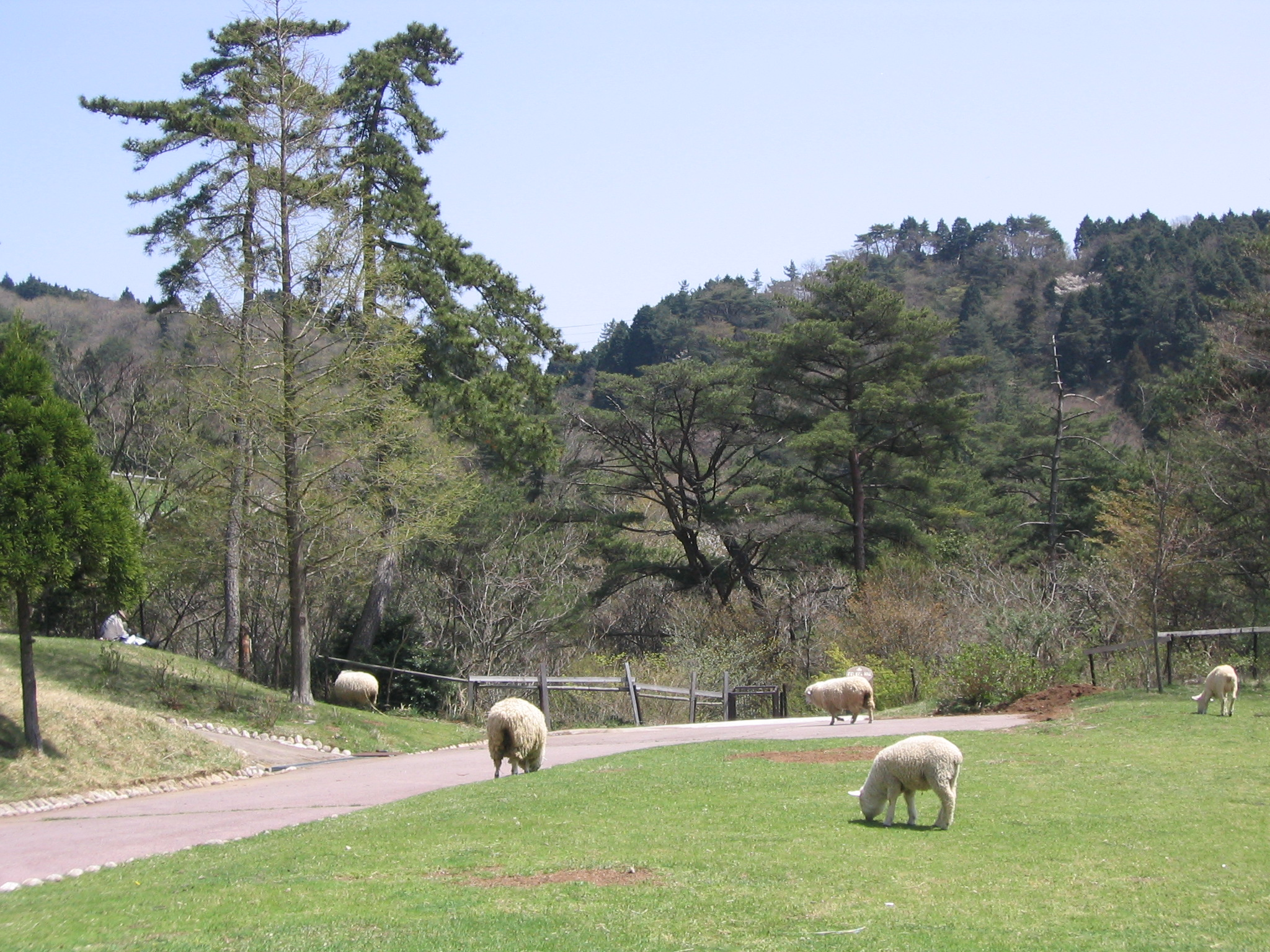
羊に簡単に触れられる

## 概要
スイスの山岳牧場を範にした高原牧場で、面積126ヘクタールの内23ヘクタールを一般に開放している。
長らくペット同伴で入場できる牧場として親しまれてきたが、ペットの飼い主のマナーの悪さに止むを得ず2015年3月より同伴入場が禁止された（ただし、盲導犬・介助犬・誘導犬は除く）。

## 歴史
- 1956年　放牧を開始
- 1976年　一般への開放を開始
- 2015年3月　ペット同伴での入場が禁止となる

## 所在地
- 兵庫県神戸市灘区六甲山町中一里山1-1

## 主な施設
- 六甲山Q・B・Bチーズ館－1,274m2
  - レストラン神戸チーズ
  - チーズ館パーラー
  - チーズ展示コーナー
  - ウール展示コーナー
  - チーズ工場
- まきば夢工房－872m2
  - ハイジ・パスチャー・カフェ（「アルプスの少女ハイジ」をテーマにしたカフェ、グッズ店）
  - 乳製品等製造の体験学習室
- レストハウス－446m2
- 売店

## 交通
- 摩耶ロープウェー 星の駅からスカイシャトルバス(六甲山観光・阪急バス共同運行)「六甲山牧場」下車すぐ
- 六甲ケーブル 六甲山上駅からスカイシャトルバス(六甲山観光・阪急バス共同運行)「六甲山牧場」下車すぐ
- 11月の土・日・祝は、神戸市立森林植物園との間に定時無料シャトルバス「ひつじバス」を運行

## ギャラリー

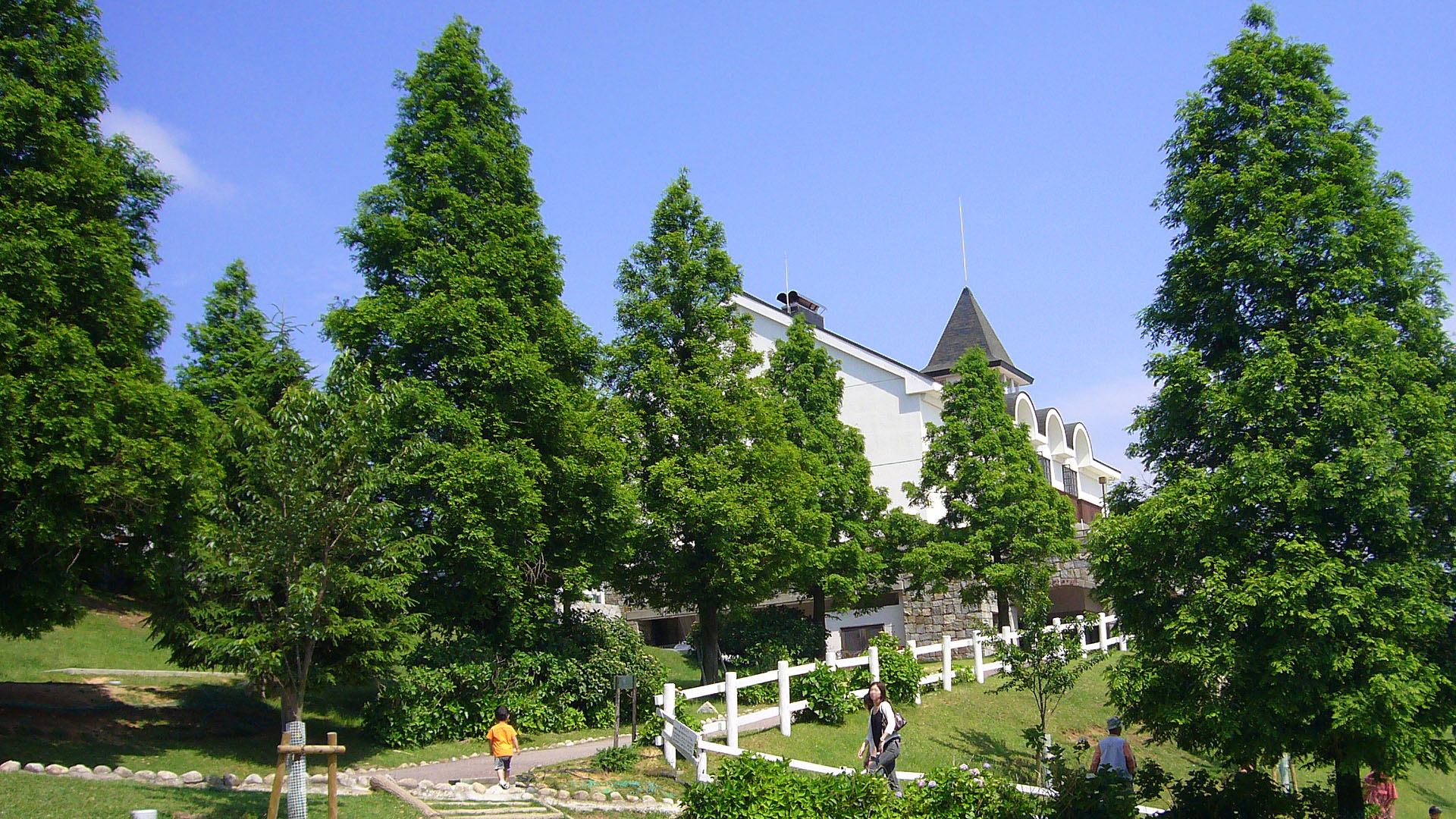
チーズ館
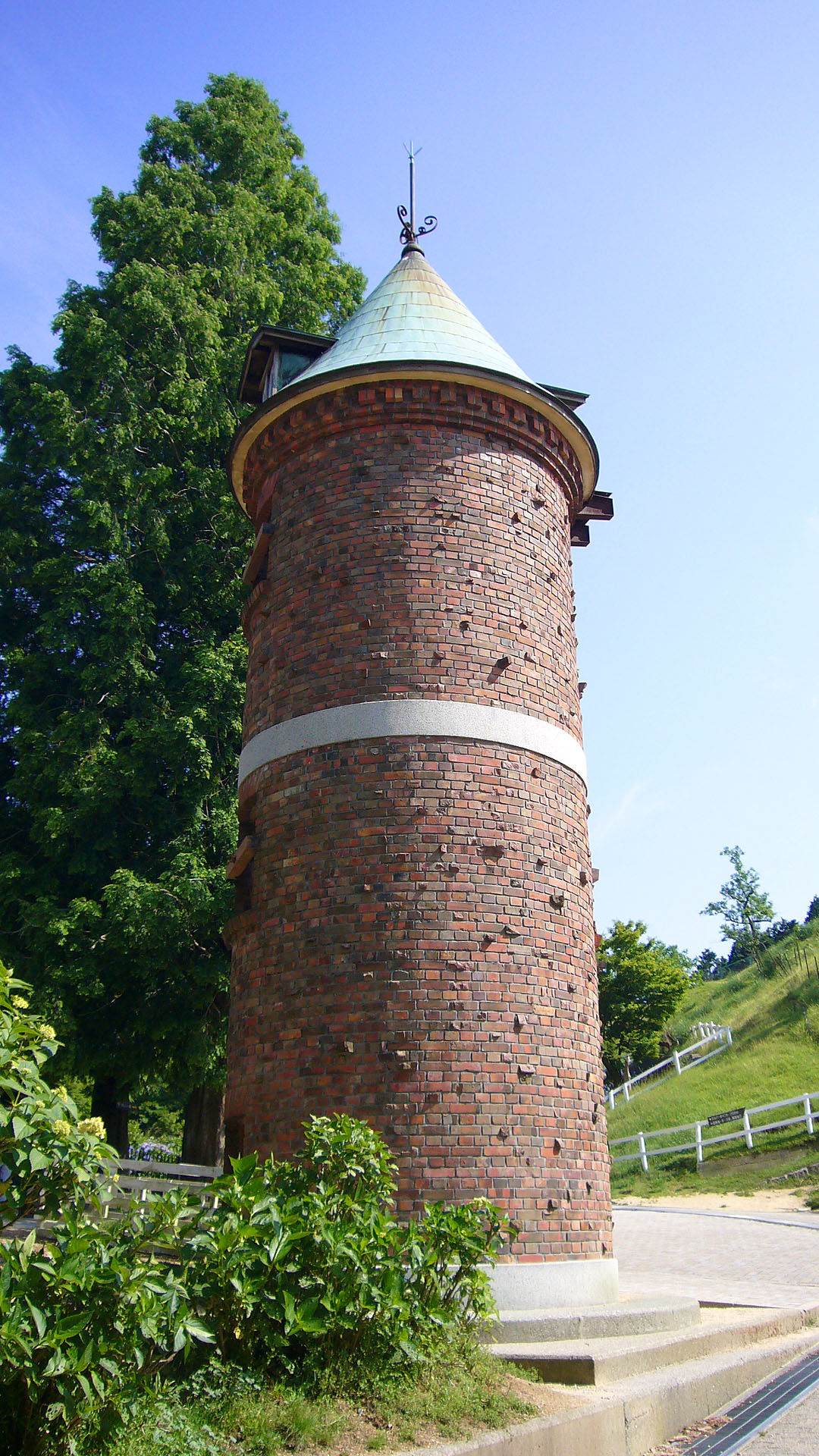
サイロ
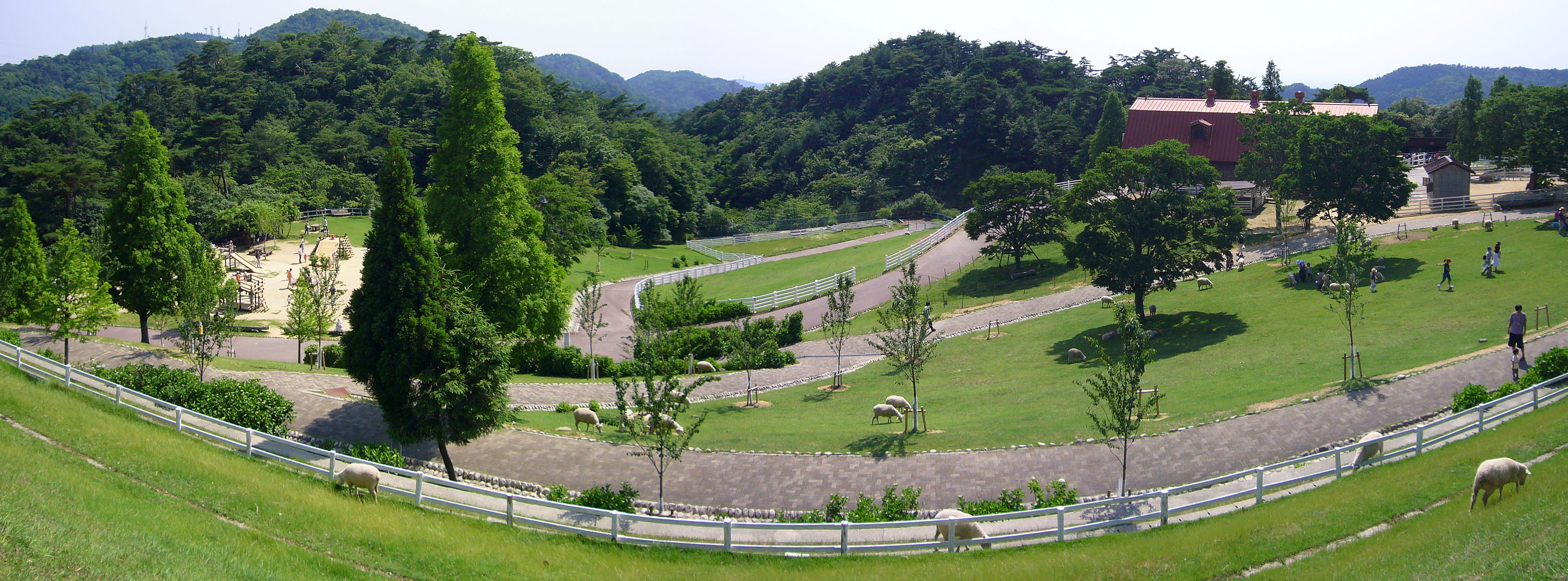
ハイジ・パスチャーカフェのテラスからの眺め。右奥にめん羊舎
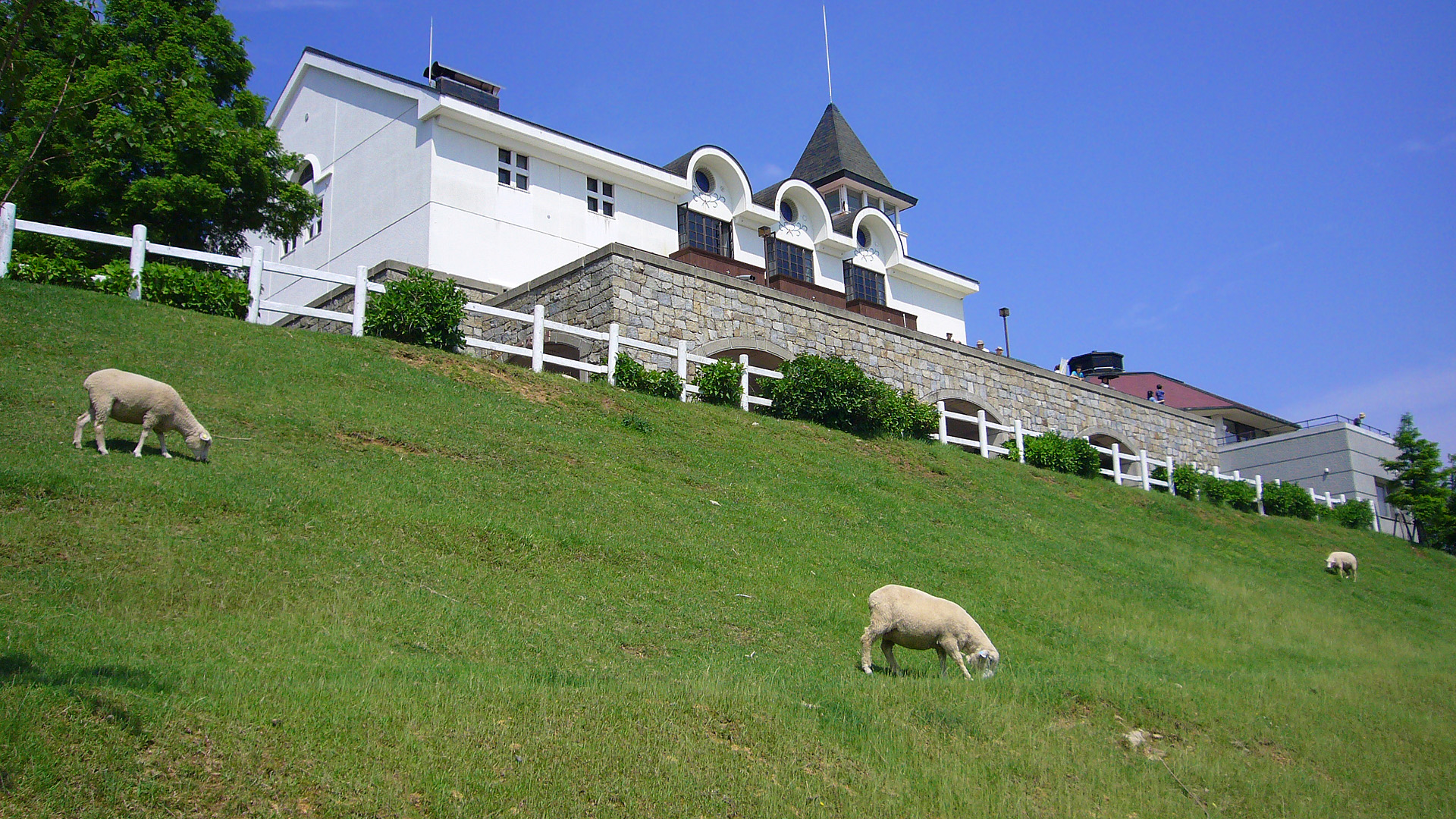
チーズ館
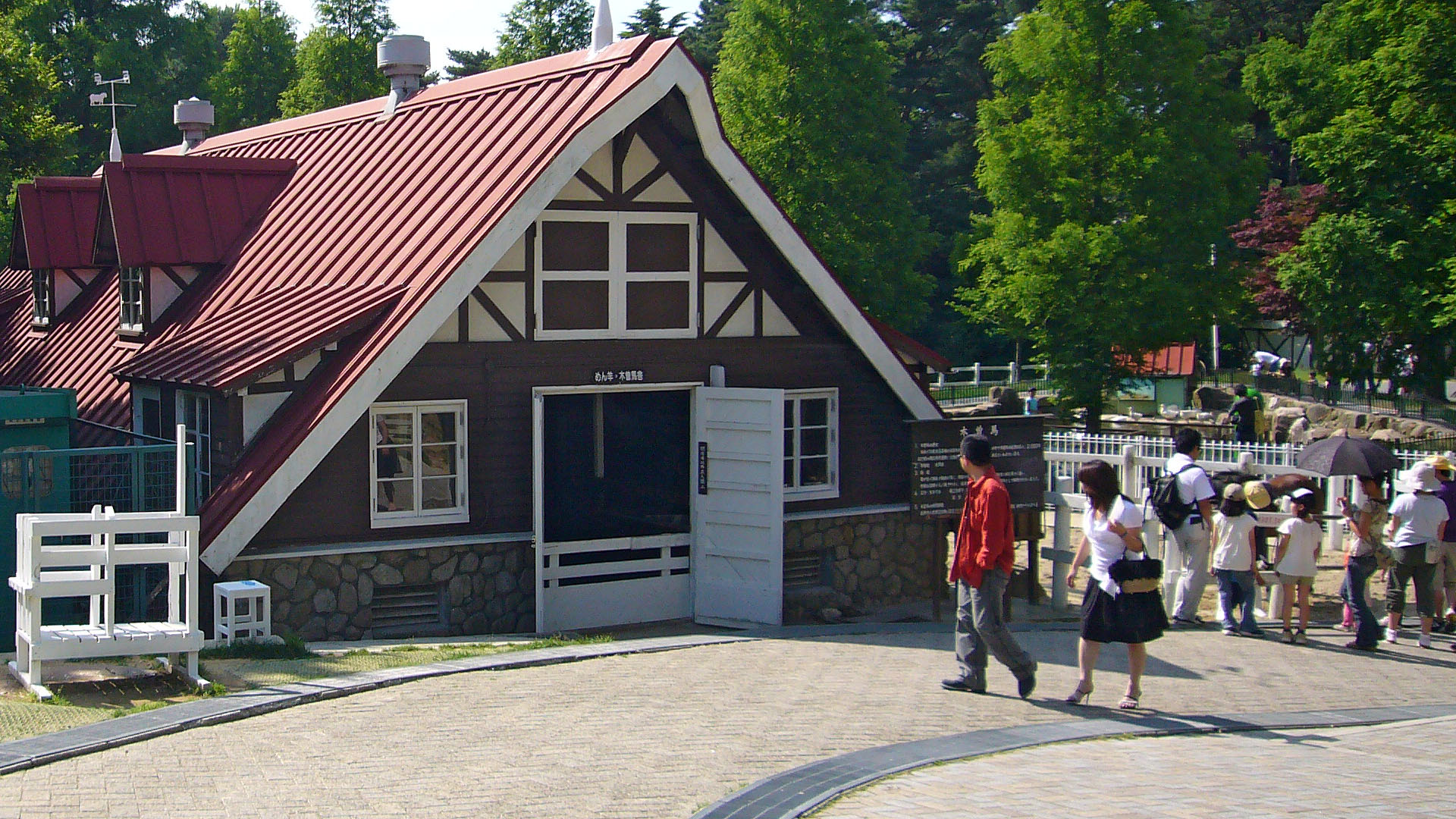
めん羊・木曽馬舎
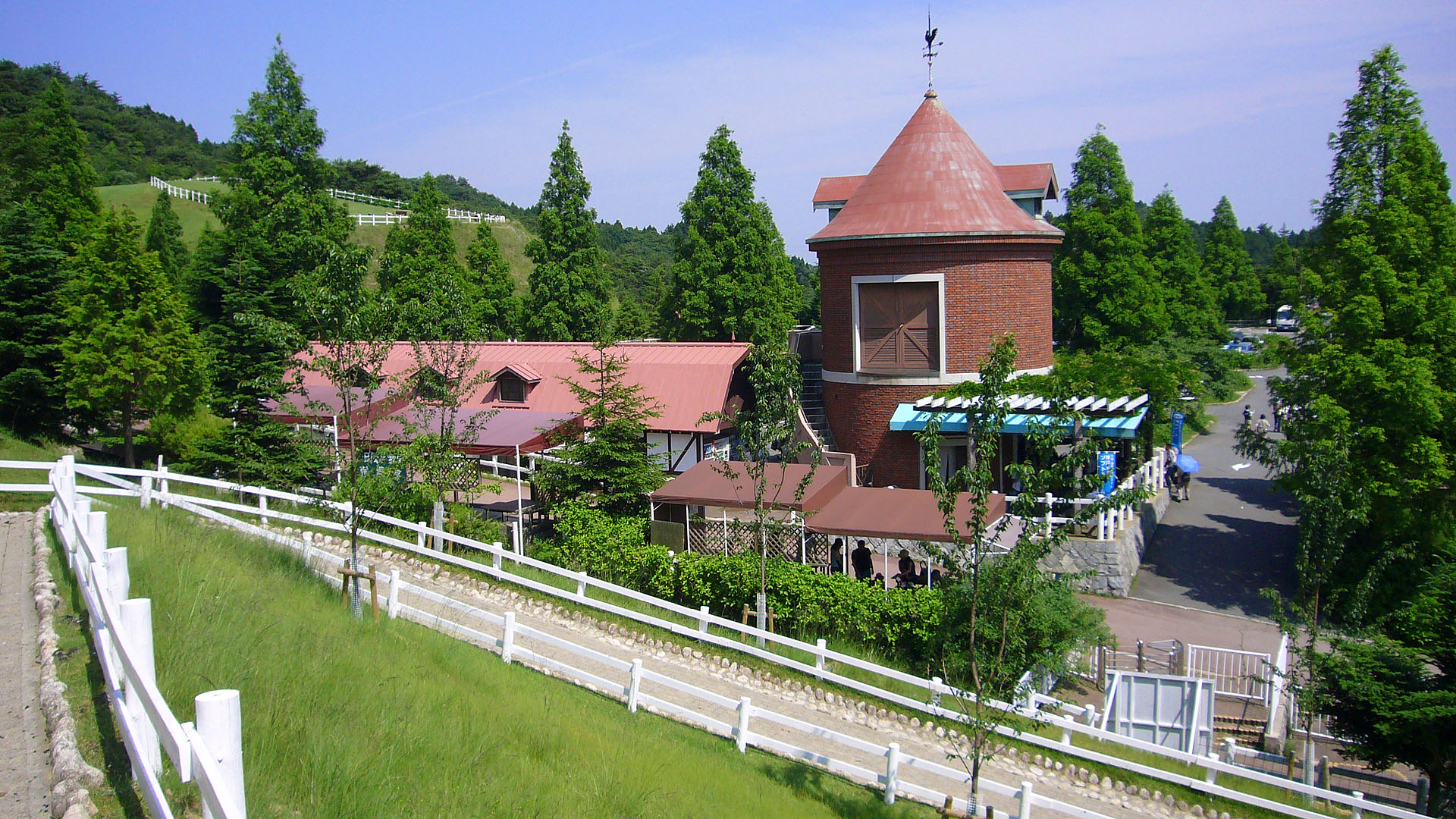
レストハウス
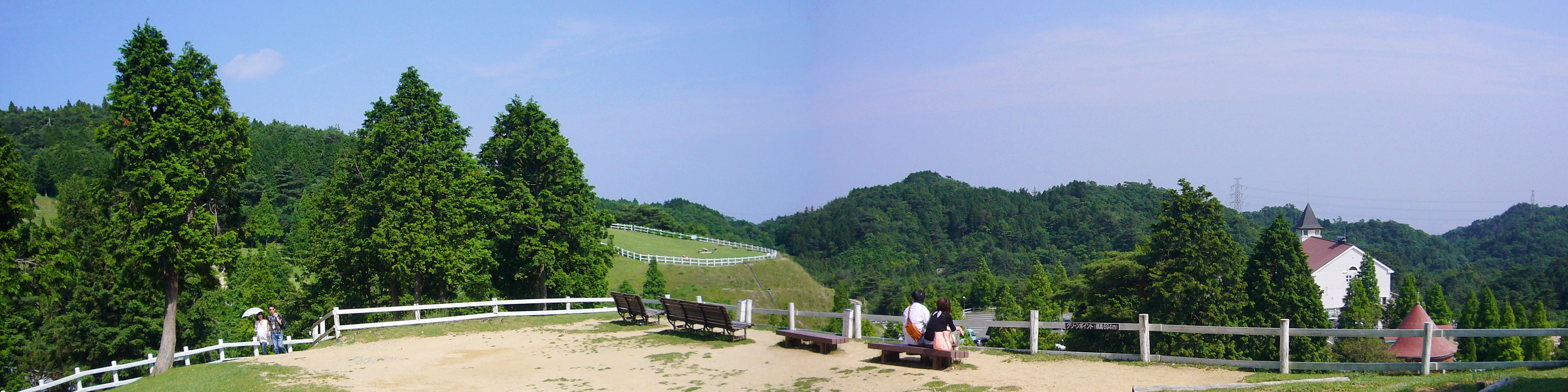
シルバーポイントからの眺め
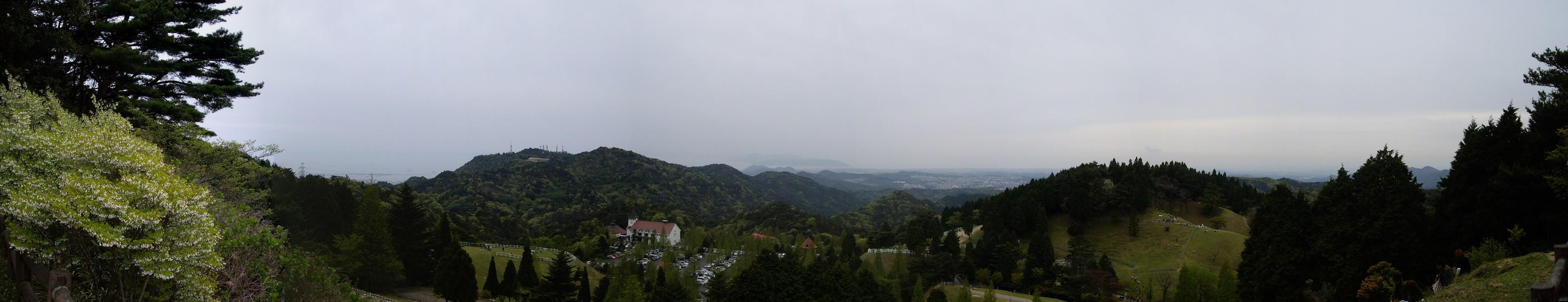
ゴールデンポイントからの眺め
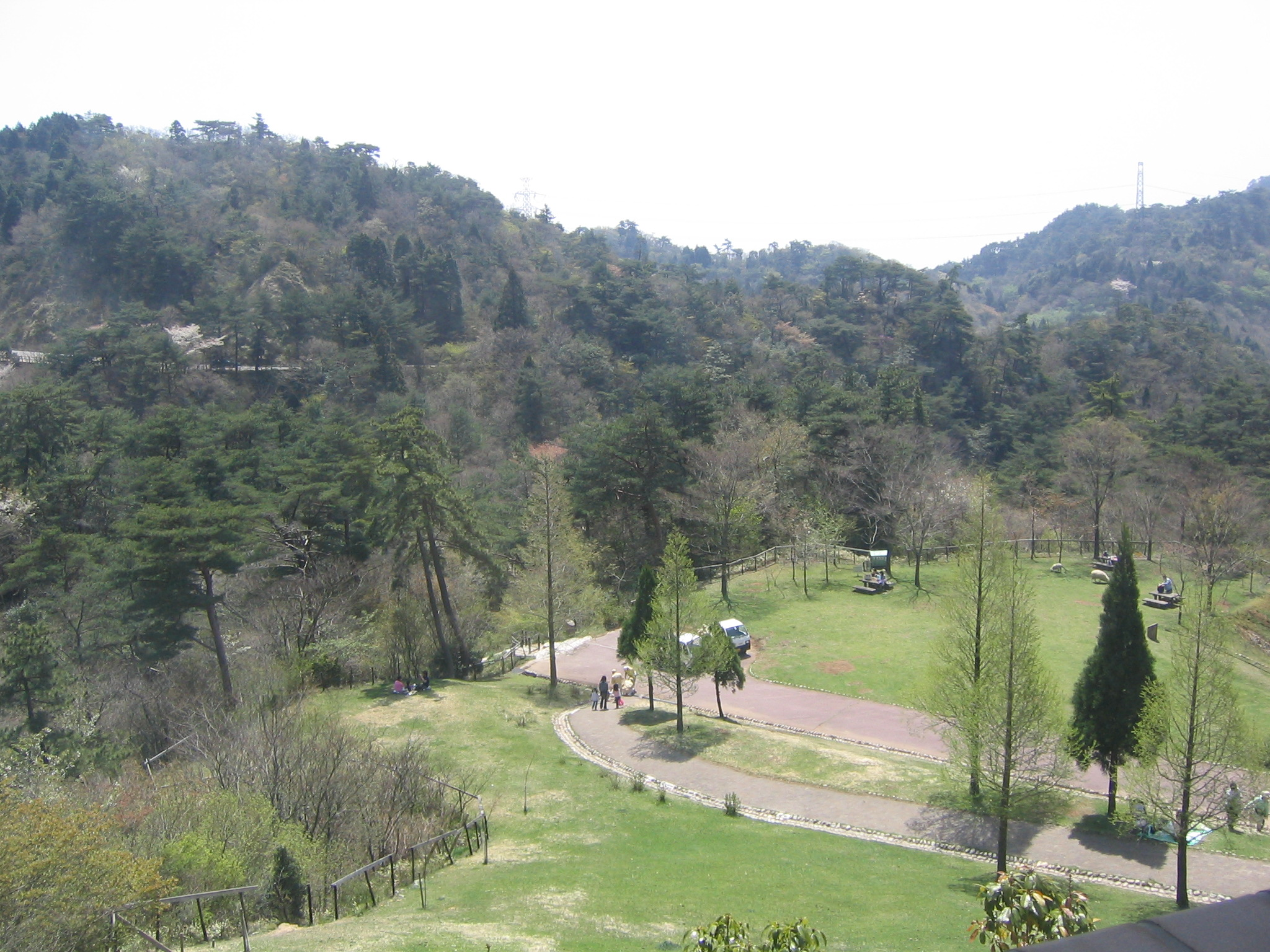
牧場内の様子
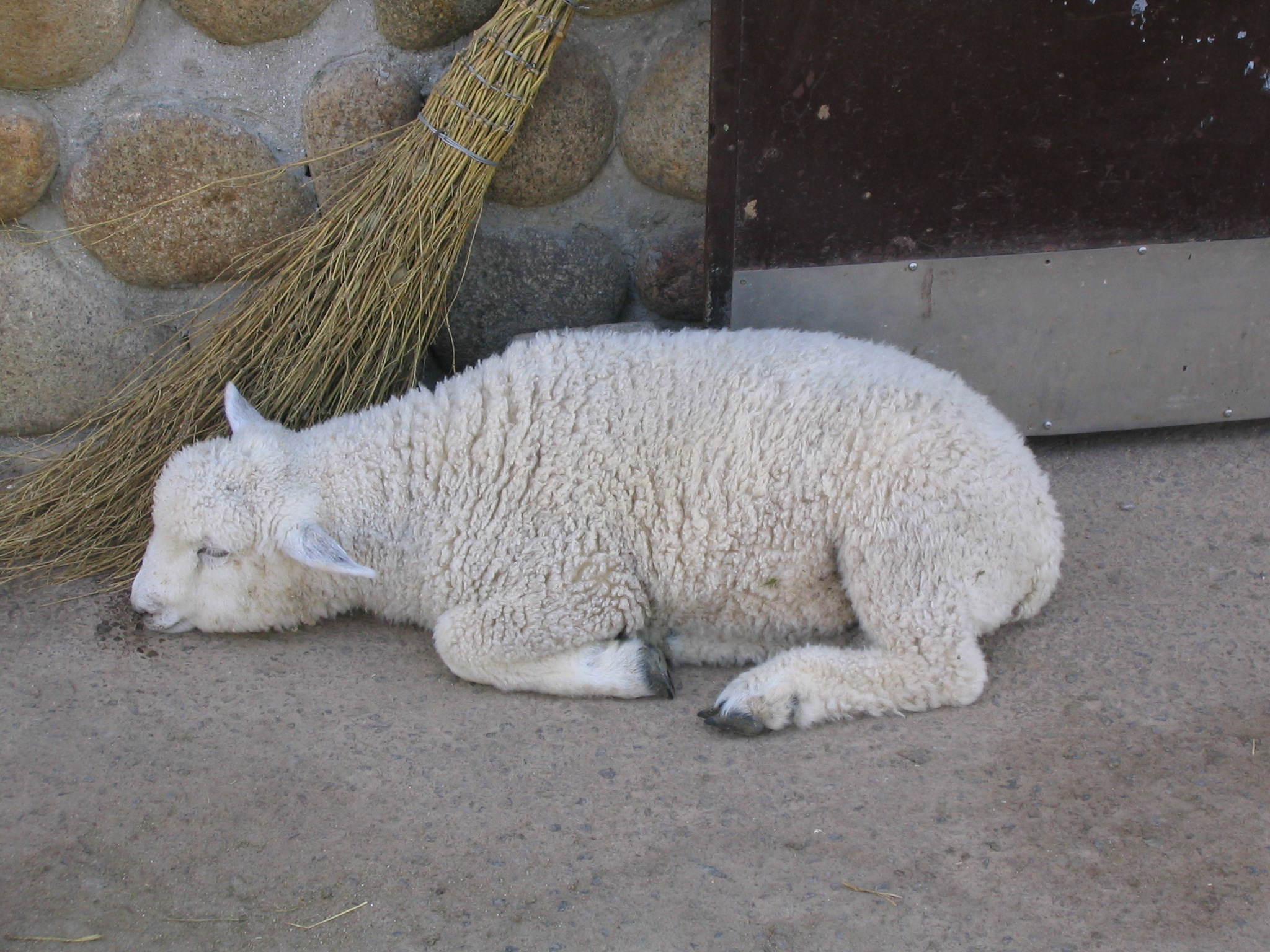
休んでいる羊
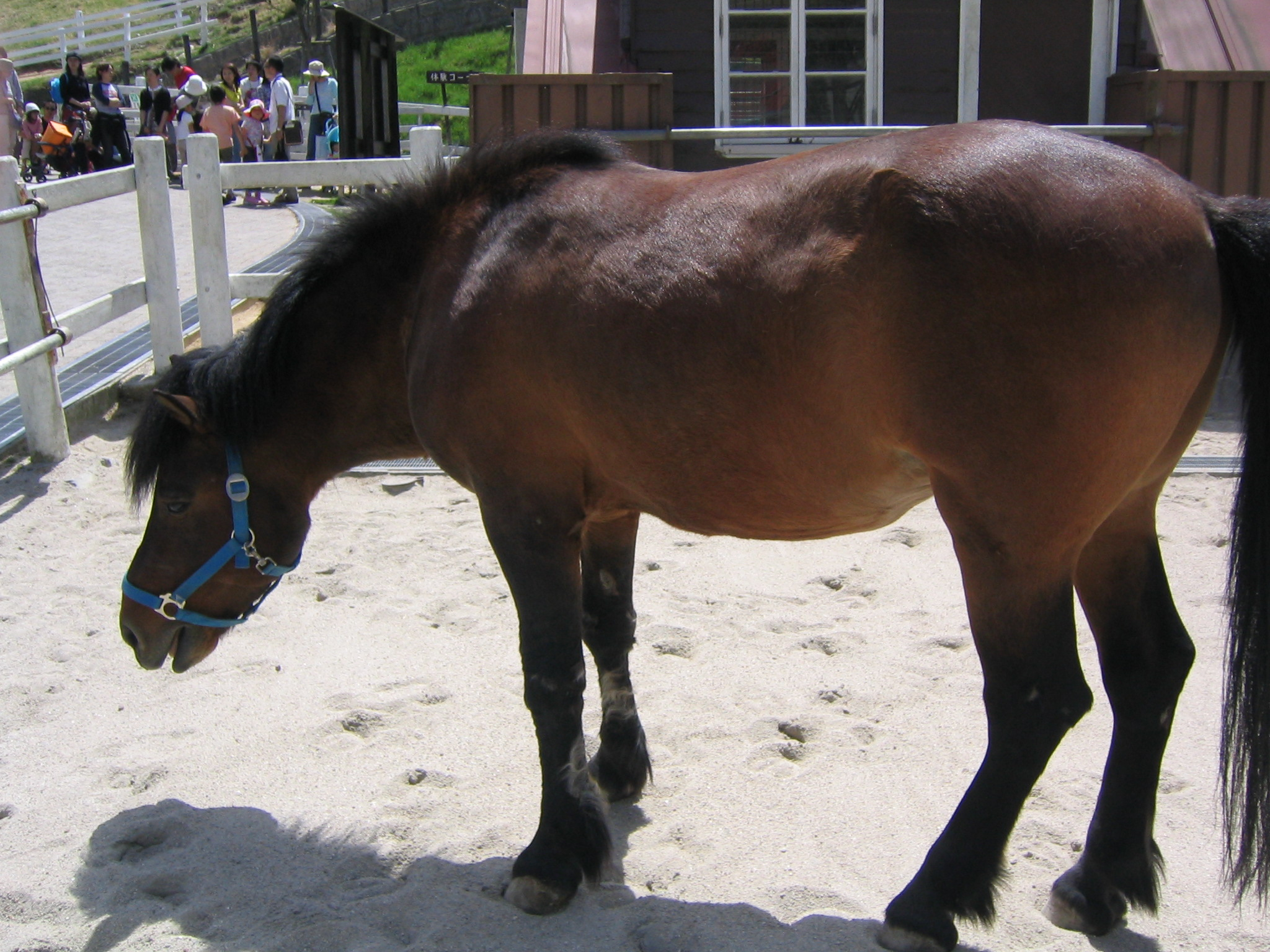
羊だけでなく、いろいろな動物がいる。こちらは馬
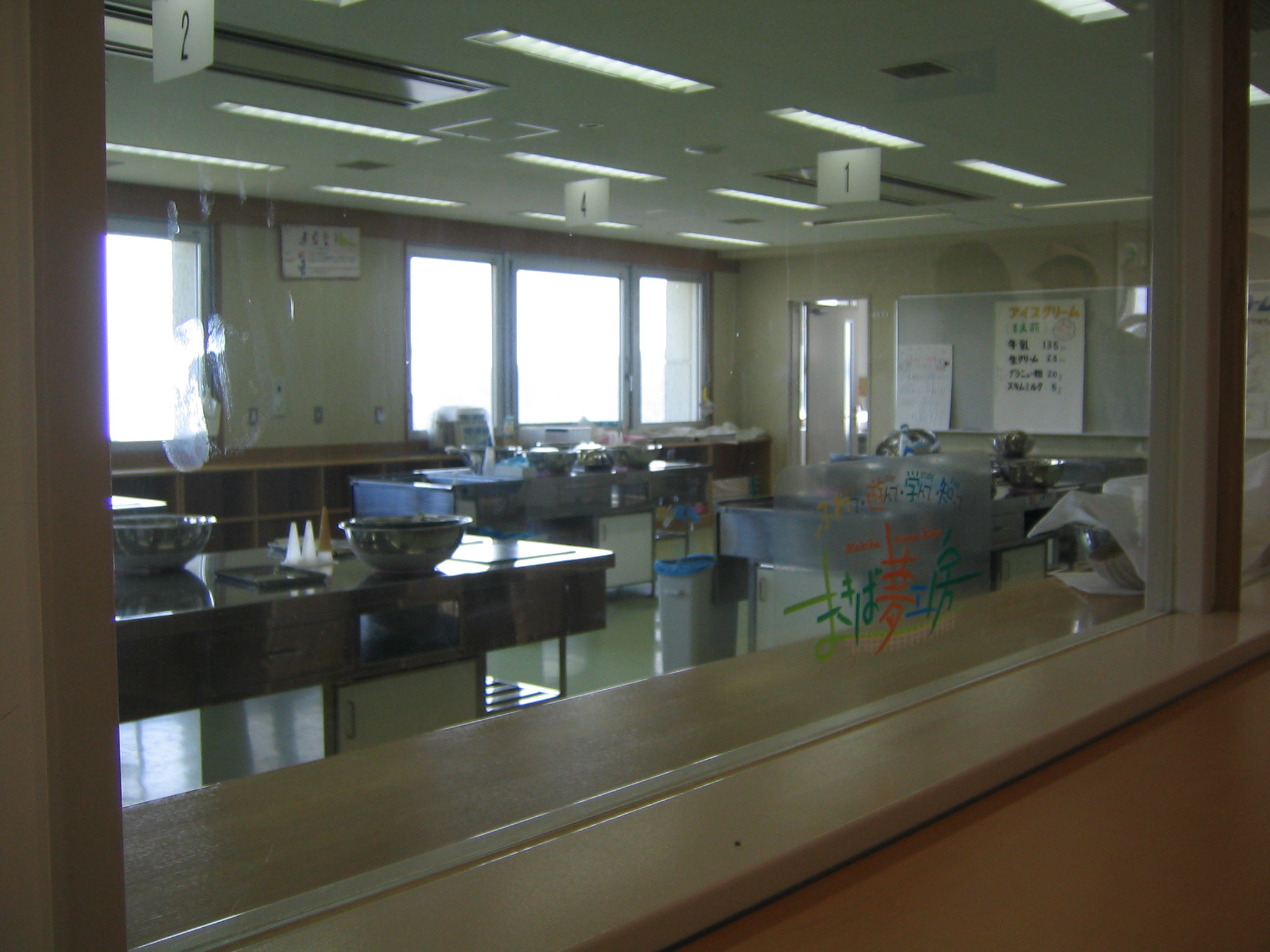
乳製品等製造の体験学習室